# Guatteria sellowiana
Guatteria sellowiana är en kirimojaväxtart som beskrevs av Diederich Franz Leonhard von Schlechtendal. Guatteria sellowiana ingår i släktet Guatteria och familjen kirimojaväxter. Inga underarter finns listade i Catalogue of Life.